# Юбилейный (Губахинский муниципальный округ)
Юбилейный — посёлок (в 1966—2011 гг. — посёлок городского типа) в Пермском крае России. Входит в Губахинский муниципальный округ.

## География
Расположен в лесной местности, протекает река Паленка.

## Население
| 1963  | 1970  | 1979  | 1989  | 2002  | 2006  | 2007  |
| ----- | ----- | ----- | ----- | ----- | ----- | ----- |
| 1950  | ↗3814 | ↗4299 | ↘3971 | ↘1698 | ↘1300 | →1300 |
| 2009  | 2010  |       |       |       |       |       |
| ↘1207 | ↗1275 |       |       |       |       |       |

## История

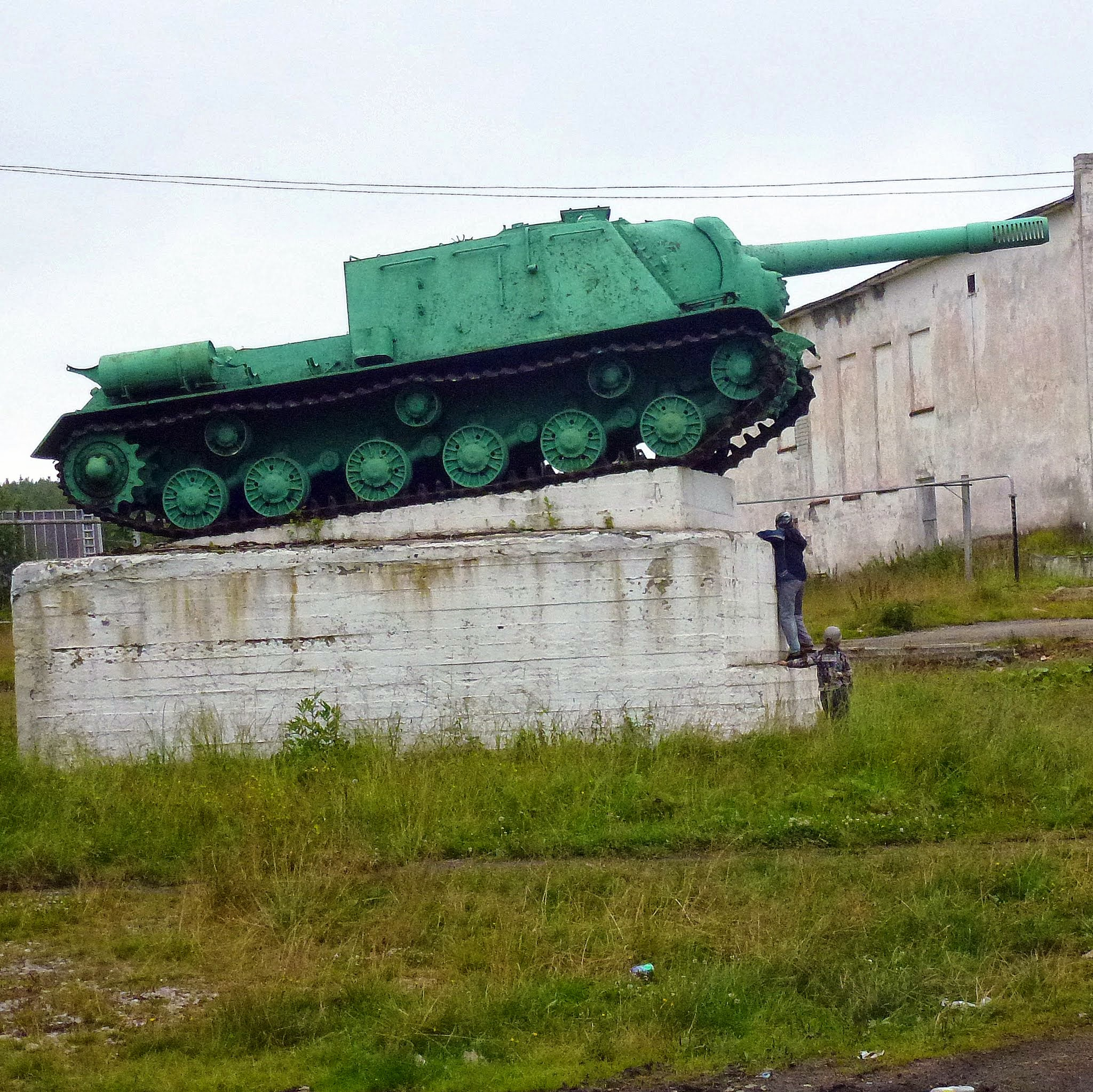
Памятник танку в посёлке Юбилейном

Основан в 1957 году при месте добычи каменного угля, назван в честь 160-летия Кизеловского угольного бассейна.
Статус посёлка городского типа — с 16 декабря 1966 до 2011 года.
С 2011 года, согласно Закону Пермского края от 5 марта 2011 года городской населённый пункт рабочий поселок Юбилейный административной территории города Гремячинска Пермского края переведён к категории сельских населённых пунктов и стал сельским поселком.
С 2004 до 2018 гг. был административным центром Юбилейнинского сельского поселения Гремячинского муниципального района, с 2018 до 2022 гг. входил в Гремячинский городской округ.

## Инфраструктура
Здесь находилась шахта «Шумихинская» Гремячинского участка Кизеловского угольного бассейна. На проектную мощность (ок. 450 тыс. тонн угля в год) выведена в 1989 году. Закрыта в 1998 году.

## Транспорт
Расстояние до ближайшей железнодорожной станции Усьва 18 км.
В Юбилейный можно проехать из Кизела, в посёлок идёт асфальтированная дорога.